# 維利尚卡 (薩夫蘭區)
48°8′36″N 30°9′36″E / 48.14333°N 30.16000°E
維利尚卡（烏克蘭語：Вільшанка）是位於烏克蘭西南部的村莊，由敖德萨州波季利斯克区的薩夫蘭市鎮負責管轄。該村始建於1759年，面積3.45平方公里，海拔高度94米，2001年人口990，人口密度每平方公里286.96人。